# (27895) Yeduzheng
(27895) Yeduzheng est un astéroïde de la ceinture principale.

## Description
(27895) Yeduzheng est un astéroïde de la ceinture principale. Il fut découvert le 6 juin 1996 à la station de Xinglong par le programme Beijing Schmidt CCD Asteroid Program. Il présente une orbite caractérisée par un demi-grand axe de 2,59 UA, une excentricité de 0,10 et une inclinaison de 14,4° par rapport à l'écliptique.

## Compléments